# Піала

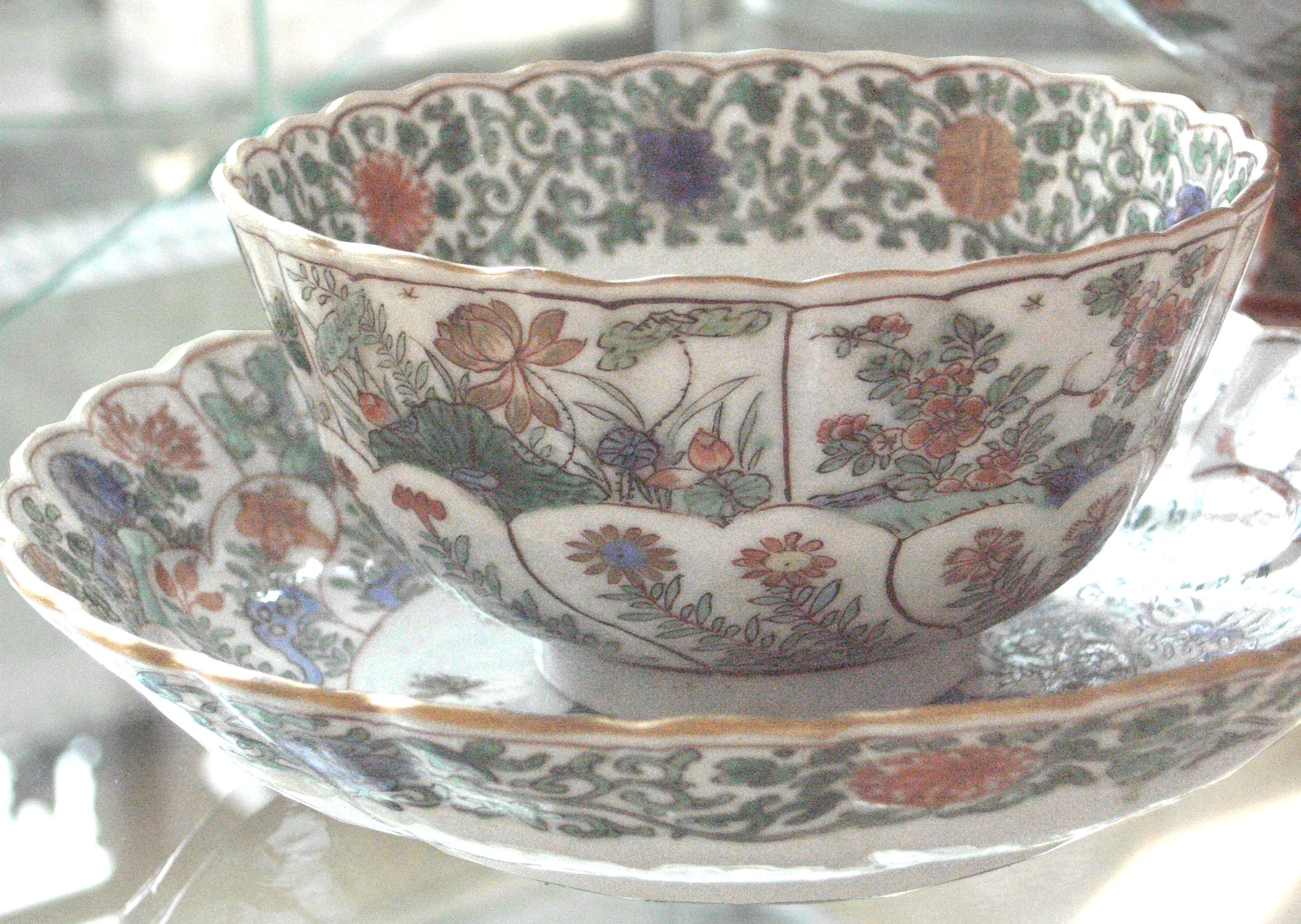
Китайська порцелянова піала часів династії Цін

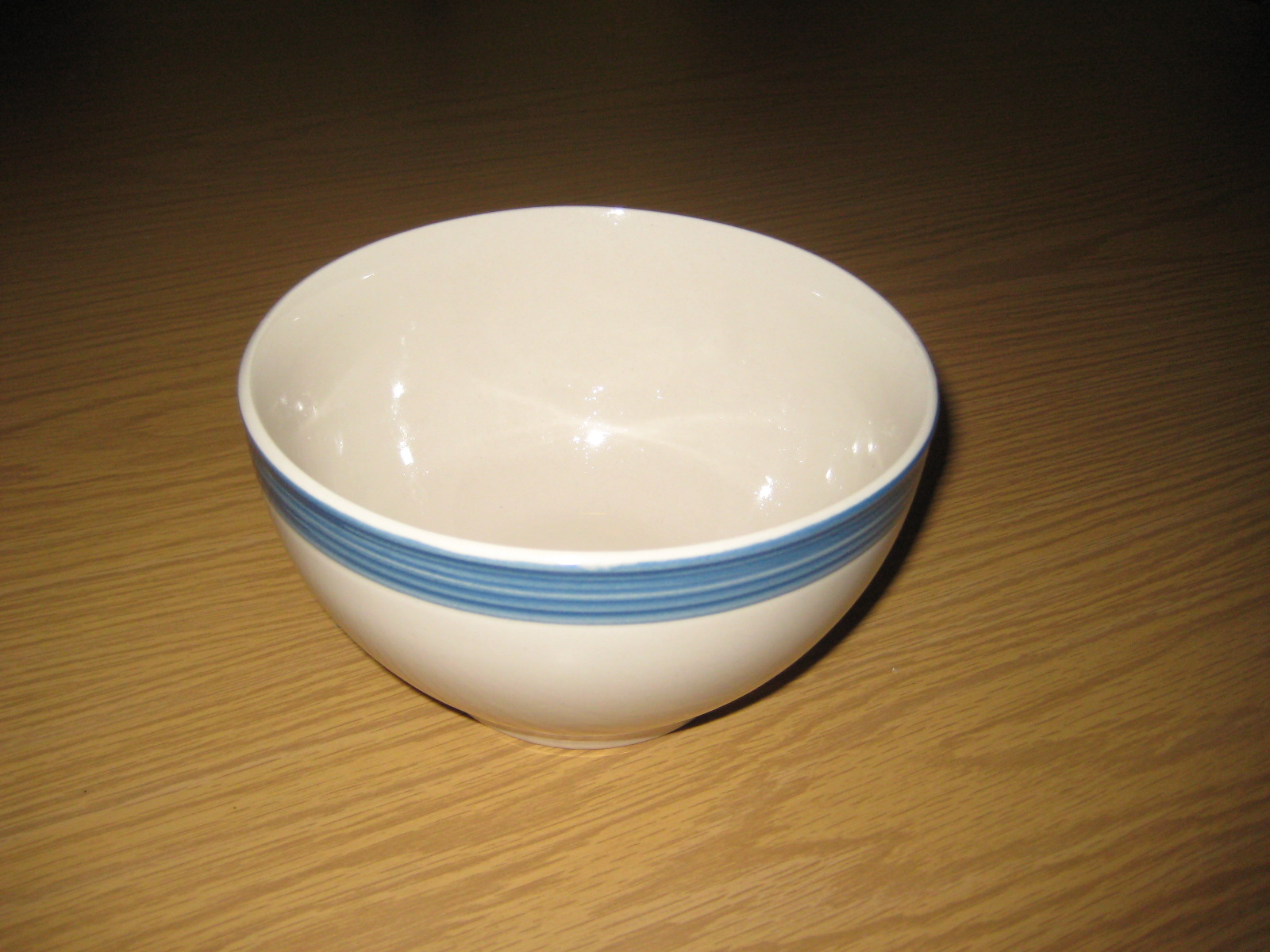
Проста керамічна чаша

Піала́ (від перс. پیاله [піяле]; грец. πύελος — «корито, балія») — невелика посудина, чашка без ручок, напівсферичної або усічено-конічної форми, що використовуються в багатьох культурах для сервірування їжі чи напоїв або для зберігання продуктів.
Відома з другої половини 1-го тисячоліття до нашої ери. Ранні піали зроблені зі звичайної гончарної глини. Сучасні піали виготовляються переважно фабричним способом (з фаянсу, порцеляни). Незвичайна форма піал пов'язана з кочовим способом життя її винахідників. Округла форма без ручок дозволяла складати такий посуд особливо компактно, одну в іншу, що було важливо в кочових умовах. У деяких кочових народів (наприклад, у казахів) використовувалися спеціальні футляри для укладання особливо цінних піал, наприклад, китайських порцелянових, які не можна було скласти згаданим способом зважаючи на крихкість; такі футляри називалися «чину-кап». Цей посуд особливо широко застосовується в Середній Азії і суміжних з нею областях.
Сучасні піали виготовляються з кераміки, порцеляни, металів, дерева, пластика й інших матеріалів. Вони можуть мати просту або складну форму, з малюнком або без нього.
Широке поширення піали (по-японськи «тяван») дістали в Японії, де їх використовують у чайних церемоніях і для подачі рису.